# Lewis Williamson
Lewis Williamson (Dundee, 11 november 1989) is een Schots autocoureur.

## Carrière

### Karting
Williamson begon met karten op achtjarige leeftijd en bleef hier een succesvol decennium in rijden in meerdere kampioenschappen in het Verenigd Koninkrijk. Toen Williamson in de juniorformulewagens ging rijden in 2008, heeft hij drie Schotse kartkampioenschappen op verschillende niveaus binnengehaald binnen drie jaar. Hij was de eerste coureur die dit presteerde. Hij won ook de British Open, de Britse Grand Prix Super Kart, de Scottish Open en het 125 ICC-kampioenschap.

### Formule Renault
Nadat hij een gastcoureur was in de Formule Jedi op Brands Hatch waarin hij een van de twee races won, ging Williamson racen in de Formule Renault UK Winter Series in 2008 nadat Highland Arena Ltd., een organisatie dat sporttalenten uit de Schotse Hooglanden - waar Williamson woon - promoot, een auto van CR Scuderia kreeg. In zijn tweede race in het kampioenschap op Croft finishte Williamson op het podium, een derde plaats achter James Calado en Henry Surtees. Hij behaalde nog een derde plaats in de laatste race op Rockingham Motor Speedway, nu achter Surtees en Dean Stoneman om als zesde in het kampioenschap te eindigen, een punt achter de vijfde plaats van William Buller. Hij nam ook deel aan de ronde op Estoril van de Portugese Formule Renault 2.0 Winter Series, met een tweede en een vijfde plaats voor het team CR Scuderia.
CR Scuderia, onder hun nieuwe naam CRS Racing, bevestigde Williamson voor de Britse Formule Renault in 2009 als onderdeel van een vier-personenteam naast Harry Tincknell, Matias Laine and Joshua Scott. Door zijn Winter Series-campagne kon hij geen punten scoren in de Graduates Cup voor coureurs van 19 jaar of jonger. Tijdens het seizoen finishte Williamson in 17 van de 20 races met een derde plaats op Donington Park en een tweede plaats op Brands Hatch op weg naar een tiende plaats in het kampioenschap.
Williamson ging in 2010 rijden voor de verdedigend constructeurskampioen Manor Competition in de Britse Formule Renault, opnieuw als onderdeel van een vier-personenteam met Will Stevens, Thomas Hylkema en Josh Mulholland, met Ollie Millroy als vervanger van Mulholland tijdens het seizoen. In de eerste ronde van het seizoen op Thruxton, behaalde Williamson de eerste pole position en werd hiermee de eerste coureur die pole position haalde in de nieuwe Britse Formule Renault-auto, ontworpen door Barazi-Epsilon. Enkele races later op Brands Hatch gooide Williamson de kans op zijn eerste overwinning weg door te spinnen in leidende positie om uiteindelijk als zevende te eindigen. De eerste overwinning kwam uiteindelijk een maand later op Oulton Park, waarbij hij Tom Blomqvist bij de start inhaalde en de leiding niet meer weggaf.
Williamson behaalde meer overwinningen op Croft en Silverstone – een vervangende race van Brands Hatch waar Williamson op pole position stond – waardoor hij en Blomqvist vochten voor de titel samen met Tamás Pál Kiss en Will Stevens. Williamson ston 27 punten achter op Pál Kiss en 15 punten achter op Blomqvist voor het tweede raceweekend op Silverstone. Williamson won beide races vanaf pole position, waarbij hij nog 1 punt achterstond op Blomqvist na de gedropte punten richting de laatste ronde op Brands Hatch. In de eerste race eindigde Williamson als tweede, voor Blomqvist die als derde finishte, maar Blomqvist behaalde de snelste ronde waardoor ze gelijk stonden voor de laatste race. In deze race maakte Blomqvist een betere start en met teamgenoot Alex Lynn die Williamson ophield, won Blomqvist het kampioenschap met de tweede plaats. Ondanks dit was Williamson wel genomineerd voor de McLaren Autosport BRDC Award door zijn prestaties in het kampioenschap. Op 5 december 2010, na de evaluatietests op Silverstone, werd Williamson gekroond als de winnaar van de prijs, met een prijs van £100,000 cash en een Formule 1-test met McLaren.

### GP3
Na het einde van zijn Formule Renault-campagne, nam Williamson deel aan de naseizoenstest van de GP3 Series op Estoril in Portugal. Hij reed voor Atech CRS GP en zette de snelste tijd neer in de middag van de tweede en de derde dag. Op 21 januari 2011 wordt bekend dat Williamson mag rijden in 2011 voor het team MW Arden. Zijn teamgenoten worden de Nieuw-Zeelander Mitch Evans en de Zwitser Simon Trummer. Hij behaalde één overwinning in de tweede race op Silverstone en werd ook tweede in de eerste race op de Nürburgring. Uiteindelijk eindigde hij als achtste in het kampioenschap met 31 punten.
In 2012 nam Williamson vanaf de ronde op de Hockenheimring het stoeltje over van Kotaro Sakurai bij Status Grand Prix, waarbij hij naast de Filipijn Marlon Stöckinger en de Britse Alice Powell reed. Zijn beste resultaat in deze races was een vijfde plaats in de tweede race op de Hungaroring. Hiermee eindigde hij als zeventiende in het kampioenschap met 11 punten.
In 2013 keert Williamson fulltime terug in de GP3, waarbij hij voor het nieuwe team Bamboo Engineering rijdt. Zijn teamgenoten hier zijn de Brit Melville McKee en de Spaanse Carmen Jordá.

### Formule Renault 3.5 Series
In het eerste raceweekend op het Motorland Aragón van de Formule Renault 3.5 Series in 2011 reed Williamson ook voor ISR Racing, als vervanger van Daniel Ricciardo die in dat weekend derde rijder was bij het Formule 1-team Scuderia Toro Rosso. In het laatste raceweekend op het Circuit de Catalunya reed hij ook als vervanger van Ricciardo, die op dat moment deelnam in een Formule 1-race voor het HRT F1 Team.
In 2012 werd Williamson opgenomen in het Red Bull Junior Team. Hierdoor ging hij rijden bij het nieuwe team van Arden Caterham in de Formule Renault 3.5 naast de Amerikaan Alexander Rossi. In de tweede race op Spa-Francorchamps behaalde hij in eerste instantie de overwinning, maar deze werd hem afgenomen omdat hij niet zijn verplichte pitstop maakte. Met één minuut straftijd zakte hij naar de zestiende plaats. Na deze race werd hij bij Arden Caterham vervangen door António Félix da Costa, die ook zijn plaats in het Red Bull Junior Team overnam. Williamson eindigde uiteindelijk als 32e in het kampioenschap zonder punten.